# Дівіна Фрау-Майгс
Дівіна Фрау-Майгс (англ. Divina Frau-Meigs; 9 червня 1959, Касабланка, Марокко) — доктор наук, професор Сорбонни (Université de Paris 3 — Sorbonne).

## Професійна біографія
Викладала і вела наукові дослідження в Сіднейському університеті (Австралія), Пенсильванському університеті (США), Орлеанському університеті (Франція). Один із лідерів сучасного європейського медіаосвітнього руху. Експерт ЮНЕСКО і Ради Європи в галузі медіаосвіти. Автор багатьох статей з проблем медіапедагогіки. Неодноразово здобувала науково-дослідницькі гранти: Міністерства освіти й Міністерства закордонних справ Франції, американського фонду Фулбрайт.
В 1984 році Дівіна Фрау-Майгс отримала ступінь магістра в Стенфордському університеті. Потім викладала англійську мову в Паризькому університеті XIII (1985—1988), перед від'їздом. Продовжила освіту в Університеті штату Пенсильванія й отримала другий диплом магістра в 1991 році. Викладала в середній школі (Aubervilliers, La Courneuve; 1991—1993). Докторський ступінь з інформаційних наук і комунікацій здобула в 1993 році в Паризькому університеті II .
Писала дисертацію на тему «Міжнародні телевізійні потоки: цифри, аналогові системи та культурні передачі». В дослідженні було проведено порівняльний аналіз змісту телевізійних програм у дев'яти країнах світу та ролі США у виробництві цих змістів. У 1993 році Divina Frau-Meigs була обрана доцентом у Паризькому університеті III.
В 1999 р. після здісненого дослідження в Паризькому університеті III на тему «Від телебачення до субкультур екрану: представництво у всіх її державах, в США» працювала професором в Орлеанському університеті, а потім повернулася до Парижа III.
У 2006 році обіймала посаду в інформаційно-комунікаційному відділі Автономного університету Барселони, де проходила докторський курс з культурної різноманітності в умовах глобалізації.
Проблематика досліджень Дівіни Фрау-Майгс: спеціалізовані засоби масової інформації, зміст та ризикова поведінка (насильство, порнографія, інформація, медіапаніка) та питання прийому та використання інформаційно-комунікаційних технологій (аккультурація, освіта, регулювання …), Divina Frau-Meigs керує дослідницьким центром, «Центром досліджень англомовного світу» (CREW, ÉA 4399) [ Архів ] в Парижі III, і в той же час, професійним майстром на тему «Програми інформатика: управління, навчання, мультимедіа, eFormation» (AIGÉME) в тому ж університеті, з подвійною спеціальністю: «Дистанційна інженерія» та «Медіаосвіта» (face-to-face та дистанційне навчання).
Експерт ЮНЕСКО, Європейської комісії, Ради Європи та інших урядових органів з цих питань, вона координатор коаліції «Освіта, викладання та дослідження», була членом бюро громадянського суспільства Всесвітньої зустрічі на вищому рівні з питань інформаційного суспільства (ВСІС, Женева 2003 Туніс 2005). Це допомогло завершити нещодавні європейські рекомендації щодо медіаграмотності, розширення можливостей молоді в мережах, системи фільтрації в інформаційному суспільстві та людської гідності у медіасередовищі.
Divina Frau-Meigs публікує праці з питань культурної різноманітності та аккультурації, а також онлайн-освіти, цифрової ідентичності та управління Інтернетом. Іншими її науковими інтересами є регулювання та саморегулювання засобів масової інформації.
Більшість сучасних молодих людей народилися і виросли в цифрову епоху. Дослідження Дівіни Фрау-Майгс спрямовані на те, як суспільство і органи освіти мають діяти, щоб ці «цифрові» громадяни повністю усвідомлювали норми відповідної поведінки. Виховання і підтримка дітей та молодих людей для безпечної, ефективної, критичної та відповідальної участі у суспільстві, наповненому соціальними медіа та цифровими технологіями є пріоритетом для освітян у всьому світі.

## Стипендії, премії
- 2006 р. «Золотий Інтернет E-Canvas», Autrans, ISOC і голоси Інтернету; Фіналіст премії Франція-Америка за кого захопив 11 вересня? Фіналіст конкурсу досліджень англійської мови SAES-AFEA, фіналіст премії Франція-Америка
- 1997 Фіналіст премії «Телебачення» комітетом з історії аудіовізуальної музики за книгу «Екрани насильства»
- 1988-89 Стипендія Лавуазьє Міністерства закордонних справ
- 1984-85 Дослідницький грант Міністерства вищої освіти
- Стипендії Фулбрайта та Американської жіночої групи

Багаторазовий учасник національних і міжнародних наукових конференцій з тематики медіаосвіти.

## Тексти он-лайн
- 2009. " Clément Chéroux, Diplopie. L'image photographique à l’ère des médias globalisés: essai sur le 11 septembre 2001 [archive] ", Études photographiques. Notes de lecture.
- 2005. " La téléréalité et les féminismes. La norme d'internalité et les (en)jeux de genre et de sexe " [archive]. Recherches féministes. volume 18, numéro 2, p. 57-77
- 2004. " Le journalisme aux États-Unis: une profession sous influences " [archive], Parlement[s], Revue d'histoire politique, nº2, p. 64-79.
- 2004. «Media Regulation, Self-regulation and Education: Debunking Some Myths and Retooling Some Working Paradigms» [archive], in U. Carlsson and C. von Feilitzen (dir.) Promote or Protect? Perspectives on Media Literacy and Media Regulations. Göteborg: The International Clearinghouse on Children, Youth and Media, Nordicom, Göteborg University, 23-39.
- 2003. " Les clivages de l'américanité, au miroir des médias " [archive]. Quaderni. Nº50-51, p. 155—173.
- 2003 (dir.). MédiaMorphoses [archive] (no 10, " Les médias à la rencontre des jeunes ", avril)
- 1996. «Technologie et pornographie dans l'espace cybernétique» [archive]. Réseaux, volume 14 no 77, p. 37-60.